# 紐卡斯爾 (澳大利亞國會選區)
紐卡斯爾選區（英語：Division of Newcastle），是澳大利亞新南威爾士州的下議院選區，位於該州紐卡斯爾，選區名亦因而得來。面積354平方公里。自2001年起當區議員是工黨的沙朗·格里爾森。
選區始於1900年，是聯邦成立時的七十五個原始選區之一，而且一直由工黨控制。是原始選區中唯一一直由一個政黨控制的選區。